# Segregazione del calcestruzzo
Si intende per segregazione del calcestruzzo la separazione dei diversi componenti del conglomerato cementizio (acqua, cemento e aggregati, ecc.) costituenti la miscela, causata dalle differenze dimensionali e di peso specifico delle varie particelle. 

La segregazione avviene più facilmente negli impasti fluidi.

## Cause ed effetti
La segregazione può essere dovuta a diverse cause quali:
- inadeguato progetto di miscela (mix design del calcestruzzo);
- errate modalità di trasporto e/o getto del calcestruzzo fresco;
- insufficiente costipamento del calcestruzzo.

A causa della segregazione tutte le proprietà del calcestruzzo che dipendono dalla sua composizione ed omogeneità, quali la resistenza meccanica, il modulo elastico, la durabilità e il ritiro, vengono modificate.

## Tipologie di segregazione
A seconda delle cause che lo determinano si possono distinguere due tipi di segregazione:
- segregazione interna: nel caso in cui il rapporto acqua/cemento fosse superiore a 0,6, si realizza all'interno del recipiente (la cassaforma, in questo caso) una segregazione differenziata per granulometria e per densità. Gli elementi più grossi e più pesanti dell'aggregato tendono a sedimentare sul fondo del contenitore mentre i più piccoli e leggeri insieme all'acqua presente nell'impasto risalgono sulla superficie dello stesso; quest'ultimo fenomeno è meglio noto come bleeding;
- segregazione esterna: si verifica durante il trasporto, dall'impianto di betonaggio al luogo d'impiego, per un'impropria movimentazione del calcestruzzo. In fase di trasporto, per effetto del movimento e degli urti, gli inerti più grossi si depositano sul fondo, specie se gli impasti sono fluidi.

## Precauzioni sulle modalità di getto
Per conservare la richiesta omogeneità del calcestruzzo fresco, durante il getto devono essere rispettate alcuni accorgimenti, tra i quali:
- l'altezza di caduta dell'impasto all'interno delle casseforme verticali, indipendentemente dal sistema di movimentazione e getto, deve essere piccola (non deve eccedere i 50 centimetri) per evitare che gli elementi più pesanti si separino da quelli più leggeri. Pertanto è consigliabile fare uso di tubi flessibili (tubi di getto) da accostare al punto di posa o, meglio ancora, da inserire nello strato fresco già posato e consenta al calcestruzzo di rifluire all'interno di quello già steso guidandolo fino al punto di getto;
- durante il getto in forme verticali il calcestruzzo non deve urtare contro le pareti delle casseforme o contro i ferri di armatura affinché non avvenga la separazioni degli inerti più pesanti;

## Procedimenti di posa del calcestruzzo subacqueo e precauzioni sulle modalità di getto
I principali metodi per il getto subacqueo comunemente usati sono:
- procedimento Contractor: il calcestruzzo viene fatto scendere attraverso condotti verticali che raggiungono la base della struttura da realizzarsi. Si devono immergere i tubi per almeno 1 - 1,5 m nella massa di materiale fresco già gettato, altrimenti esiste il pericolo che l'acqua entri nei condotti e che di conseguenza il cemento venga dilavato in fase di caduta. La distribuzione del calcestruzzo sott'acqua avviene posizionando i tubi a circa 4 m l'uno dall'altro.
- procedimento con pompa: il calcestruzzo viene pompato o come già descritto nel procedimento Contractor, oppure collegando i tubi Contractor ai tubi della pompa del calcestruzzo, vale a dire facendo in modo che il flessibile della pompa venga unito all'estremità del tubo che esce fuori dal livello dell'acqua. La parte finale dei tubi di messa in opera del materiale deve pescare nel calcestruzzo già messo in opera per i motivi già descritti nel metodo precedente.
- procedimento con idrovalvola: è un metodo a pompa migliorato. Con questo procedimento viene raggiunta la protezione contro la penetrazione dell'acqua nei tubi in quanto si connette all'elemento terminale rigido un condotto comprimibile che viene compresso dalla pressione dell'acqua e che si apre attraverso il peso della colonna di calcestruzzo sovrastante che spinge.
- procedimento con benna: il calcestruzzo viene trasportato sott'acqua da benne, che devono venire aperte sott'acqua. Questo procedimento risulta sensibile al dilavamento del calcestruzzo al momento della fuoriuscita dalle benne

Per tutti i procedimenti sopra citati la messa in opera non deve avvenire per nessuna ragione con il calcestruzzo in caduta libera attraverso l'acqua.
Ciò significa che il calcestruzzo messo in opera deve fluire costantemente entro il calcestruzzo già gettato dai tubi getto o strumenti simili.

## Difetti
I Difetti visibili come: 
- nidi di ghiaia;
- superfici particolarmente porose;
- superfici meno resistenti all'abrasione per mancanza di inerti grossi;

sono la prova degli effetti della segregazione.

Una non omogeneità del conglomerato cementizio facilità la penetrazione degli agenti atmosferici che causano una riduzione della sua durabilità.
I difetti non visibili e pertanto più pericolosi:
- non perfetta aderenza tra matrice cementizia e ferri di armatura che può compromettere tra l'altro l'adesione acciaio - calcestruzzo;
- non perfetta aderenza tra matrice cementizia e inerti più grossi che può essere causa di un indebolimento dell'adesione pasta cementizia - aggregato a causa della eccessiva porosità della zona di transizione[1].

## Rimedi
Per rimediare a questo fenomeno, non c'è altro rimedio che curare in primis la composizione dell'impasto e successivamente provvedere ad un accurato trasporto, getto e costipamento del conglomerato fresco.

Le moderne tecnologie, per ridurre il pericolo di segregazione intervengono con l'aggiunta di filler (polveri) o appositi additivi allo scopo di aumentare la viscosità del materiale allo stato fresco.